# LGM-118
LGM-118A «Пискипер» (англ. Peacekeeper — миротворец) — американская тяжёлая межконтинентальная баллистическая ракета шахтного   и железнодорожного базирования. В 1986—2005 годах стояла на вооружении ВВС США.
Изначально постепенное снятие данной ракеты с вооружения и производства планировалось согласно договору СНВ-II от 1993 года.
В дальнейшем на базе LGM-118A «Пискипер» компанией Orbital Sciences Corporation была создана гражданская ракета-носитель Минотавр-4.

## История создания
В середине 1960-х годов развитие стратегических ядерных сил ВВС США шло по пути увеличения арсенала межконтинентальных баллистических ракет (МБР). Стремительно идущий процесс переоснащения стратегических ядерных сил с пилотируемых бомбардировщиков на МБР успешно завершился к июлю 1965, когда на боевом дежурстве было развёрнуто около 800 МБР типа «Минитмен». Такие масштабы развёртывания позволили значительно сократить флот бомбардировщиков, и, в конечном итоге, снять с вооружения менее совершенные ранние МБР типа «Атлас» и «Титан-I».
Однако, совершенствование технологий МБР к середине 1960-х годов сделало возможным поражение с помощью баллистических ракет даже точечных целей — в том числе и таких защищённых, как шахтные установки МБР. Это порождало существенную проблему для вооружённых сил США. В случае, если бы СССР начал запуски своих МБР по территории США, американские ВВС столкнулись бы с дилеммой: запускать ли свои ракеты немедленно, как только будет получено предупреждение о запуске советских, или же выжидать, пока не будут точно определены цели советских ударов?
- В первом случае, «запуск по предупреждению» мог привести к нежелательной эскалации, так как не представлялось возможным вовремя выяснить, какие именно объекты СССР выбрал в качестве целей. Советское нападение могло быть, например, направлено только против американских военных объектов, избегая поражения гражданских целей; в таком случае, для США имело бы смысл ответить аналогично, направив свои МБР против советских военных целей. Однако, так как при «запуске по предупреждению» времени на выяснение целей советской атаки не оставалось, американский арсенал МБР был бы запущен по предварительно запрограммированным целям — в числе которых были и гражданские объекты.
- Во втором случае, длительное выжидание с целью определить точные цели советских ядерных ударов могло привести к тому, что значительная часть американских МБР оказалась бы поражена на позициях, прежде, чем они успели бы взлететь. Подобный контрсиловой удар мог вывести из строя большую часть американского арсенала наземных баллистических ракет ещё до того, как схема ответных действий была бы выработана.

Эта дилемма была объектом серьёзного беспокойства командования ВВС США, и главной причиной была обострившаяся в очередной раз конкуренция между американскими ВВС и военно-морским флотом. ВМС США к середине 1960-х годов успешно развернули 41 атомную подводную лодку с баллистическими ракетами «Поларис». Рассредоточенные в мировом океане, американские подводные ракетоносцы были практически неуязвимы для внезапного советского нападения; таким образом, вопрос «запускать или выжидать» для флота просто не стоял. Подлодки могли спокойно дождаться, пока цели советского удара не станут полностью ясны, и на основании этого осуществить ту или иную схему ответного удара.
Командование ВВС США опасалось, что в перспективе, эти преимущества подводных лодок могут привести к тому, что задача ядерного сдерживания будет полностью передана ВМС, а наземные МБР США ликвидированы. Эти опасения имели некоторые основания; так, Великобритания, с созданием собственного подводного ядерного флота, ликвидировала стратегические ядерные силы британских ВВС.
Ответом со стороны ВВС могло быть развитие существующих систем базирования с целью обеспечения выживания наземных МБР, и разработка новых типов ракет, с акцентом на их преимущества. Наземные МБР в то время обладали одним существенным преимуществом над ракетами подводных лодок — точностью. Запуск со стационарной пусковой установки, с заранее известными координатами, обеспечивал намного большую точность попадания, чем запуск с подводной лодки. Таким образом, наземные МБР гораздо лучше подходили для удара по защищённым и точечным целям неприятеля — бункерам, ракетным шахтам, военным базам.
Исходя из этого, военное руководство США постулировало новую доктрину:
- Военно-морской флот (располагавший хорошо защищёнными ракетами с низкой точностью попадания) должен был играть роль оружия сдерживания — удерживать СССР от ударов по американским гражданским объектам, угрожая ответными ударами против советских гражданских объектов. Подводные лодки были практически неуязвимы для первого удара, и СССР не мог вывести их разом из строя; для того, чтобы поражать гражданские объекты, высокая точность не требовалась.
- Военно-воздушные силы (располагавшие слабо защищёнными ракетами с высокой точностью попадания) должны были играть роль контрсилового средства — обеспечивать ответный удар против советских военных объектов, хорошо защищённых командных бункеров, шахт базирования советских МБР. Для поражения таких целей требовалась высокая точность, которую в то время могли достичь только наземные МБР.

### Golden Arrow
В рамках новой доктрины, ВВС США в середине 1960-х занялись разработкой новых типов МБР и новых методов базирования, способных защитить наземные МБР от контрсилового удара неприятеля. В качестве методов базирования рассматривались как мобильные — на трейлерах, железнодорожных составах, кораблях и даже самолётах — так и стационарные, в виде особо защищённых, глубоко расположенных укрытий, способных выдержать даже близкие разрывы мегатонного эквивалента.
Поскольку все эти методы значительно увеличивали стоимость развёртывания ракет, было очевидно, что развернуть на дежурстве удастся лишь небольшое число новых МБР. Чтобы при ограниченном числе МБР обеспечить эффективный ракетный залп, новые МБР должны были быть тяжёлыми, несущими большое число разделяющихся головных частей индивидуального наведения.
Проект «Золотая стрела» (англ.  - Golden Arrow) предполагал создание очень тяжёлой твердотопливной МБР, способной нести более 20 боевых блоков. Сотня таких ракет должна была быть развернута на трёх базах, по 30 на каждой; проектировщики предполагали, что по крайней мере треть ракет должна уцелеть при нападении неприятеля, что обеспечит ответный пуск более 600 боевых блоков. Для дополнительного обеспечения боевой устойчивости новых ракет их шахты должны были развёртываться в ущельях на южных склонах гор; таким образом, ракетные шахты были бы прикрыты горой от советских боеголовок (движущихся по трансполярным траекториям с севера) и могли бы выдержать даже взрывы эквивалентом в десятки мегатонн.
Несмотря на значительные перспективы, проект «Золотая стрела» не получил поддержки из-за экстремально высокой цены. Военный департамент был настроен критически к идее разработки новых МБР, считая «Минитмен» оптимальной баллистической ракетой и опасаясь распыления ресурсов.

### BGM-75 AICBM
Ответвлением от программы «Золотая Стрела» стала программа разработки новой МБР BGM-75 AICMB (англ.  - Advanced Intercontinental Ballistic Missile — Улучшенная межконтинентальная баллистическая ракета). Целью программы было создание новой тяжёлой твердотопливной МБР, способной заменить тяжёлые ракеты «Титан-II» — последние жидкостные баллистические ракеты в арсенале ВВС США. Основным требованием было, чтобы ракета могла помещаться в существующие шахты.
В ходе работ над программой была спроектирована МБР, несущая от 10 и до 20 боевых блоков, и способная доставить их с КВО, не превышающим 150 метров. Дополнительным требованием была возможность перенацеливания ракеты в полёте; это давало возможность при обнаружении неприятельского ракетного нападения осуществить запуск МБР «по предупреждению» и уже в полёте, после того, как станут ясны цели неприятельского нападения, перенацелить МБР на соответствующие объекты. Высокая точность требовалась для нанесения эффективных ударов боеголовками небольшой мощности против хорошо защищённых целей.
Однако, когда BGM-75 ещё только находилась в стадии проектирования, ей была создана адекватная замена. В 1965 году ВВС США начали программу «Минитмен-III», заключавшуюся в оснащении ракет «Минитмен» тремя боевыми блоками индивидуального наведения. Развитие систем инерциального наведения позволило также придать ракетам «Минитмен» необходимую точность в 200 метров КВО, достаточную для поражения защищённых целей. Таким образом, на фоне «Минитмен-III» программа BGM-75 выглядела опционально — её единственным преимуществом была возможность перенацеливания, и была закрыта.

### Угроза обезоруживающего удара
В середине 1970-х Советский Союз значительно улучшил точность наведения своих МБР и развернул большое количество новых ракет с разделяющимися головными блоками — тем самым значительно увеличив свой потенциал первого удара. Новые тяжёлые советские МБР, такие как Р-36, могли нести до 10 боевых блоков вместе с 40 ложными целями. Это означало, что теперь СССР мог нанести эффективный первый удар против американского ядерного арсенала весьма небольшим числом тяжёлых МБР, придерживая свой основной арсенал в резерве.
Эта возможность создавала очередную дилемму в логике стратегических ВВС США. Существовала возможность, что внезапное советское нападение даже ограниченным числом ракет может привести к уничтожению большей части американского арсенала наземных МБР; оставшихся ракет могло просто не хватить для того, чтобы одновременно наносить ответный удар по советским ядерным силам и удерживать СССР от ударов по гражданскому населению угрозой аналогичного ответа. Командование ВВС США было бы вынуждено выбирать — либо нанести ответный удар всеми уцелевшими ядерными силами против советского ядерного арсенала (тем самым не оставляя в резерве ничего, что могло бы удерживать СССР от намерения наносить удары по американскому гражданскому населению), или же начать атаки против советского гражданского населения, спровоцировав тем самым неминуемый советский ответ. Оба сценария были плохи.
На этом фоне дополнительные преимущества опять-таки имел военно-морской флот США, ракетоносные подлодки которого были неуязвимы перед обезоруживающим ударом. В начале 1970-х годов ВМС США приняли на вооружение новую ракету «Посейдон», оснащённую десятью боевыми блоками индивидуального наведения, и перевооружили ей свои подлодки. Низкая точность этих ракет всё еще ограничивала возможности в нанесении ответного контрсилового удара по военным целям неприятеля, однако, эта проблема могла быть в дальнейшем решена. В связи с этим ВВС США сочли срочно необходимой новую тяжёлую ракету с новой методикой развёртывания. Такая ракета могла бы обеспечивать тот же уровень неуязвимости, что и ракеты подводных лодок ВМС, но при значительно меньшей стоимости (так как даже сверхзащищённые шахты стоили дешевле атомных подлодок).

### Программа MX
В 1971 году ВВС США объединили ранее ведущиеся разработки под новой программой «Missile, eXperimental» (с англ. — «Экспериментальная Ракета»), кратко обозначавшейся как MX. Новая ракета специально проектировалась под требования ответного контрсилового удара — она должна была быть настолько точной, и нести так много боеголовок, что даже немногие уцелевшие MX смогли бы нанести эффективный ответный удар против советского ядерного арсенала. Общая концепция была готова в 1972 году, и работы начались в 1973. По требованию, ракета должна была размещаться в шахтах от «Минитменов», что позволяло бы заменять ракетный арсенал в соотношении 1:1.

## Конкурс
Разработка ракетного комплекса в целом и отдельных его компонентов велась на конкурсной основе:
- (4) Конкурентами в разработке ракеты выступали McDonnell Douglas, Boeing, Lockheed и Fairchild (победила Boeing).
- (3) За право разработки головной части конкурировали AVCO, General Electric и McDonnell Douglas (победу разделили между собой AVCO и General Electric).
- (6) В конкурсе на создание аппаратуры управления и связи участвовали IBM, Honeywell, GTE Sylvania, RCA, Ford-Aeronutronic и Electrospace Systems (победу одержала GTE Sylvania).

## Задействованные структуры
Исходный набор подрядчиков, задействованных в разработке и производственном процессе на этапе от завершения конкурсного отбора до принятия комплекса на вооружение, включал в себя следующие коммерческие структуры:
- Сборка, пусконаладочные работы, системное проектирование и техническая поддержка, введение в эксплуатацию шахтных пусковых установок — Martin Marietta Corp., Денвер, Колорадо;
- Системный инжиниринг и техническое обеспечение, системный анализ (целей для нанесения ударов, траекторий полёта, координат и т. д.) — TRW, Inc., Ballistic Missile Division, Сан-Бернардино, Калифорния;
- Головная часть — AVCO Corp., Уилмингтон, Массачусетс;
- Боевые блоки — General Electric Co., Филадельфия, Пенсильвания;
- Титановый кожух конического обтекателя — Grumman Aircraft Engineering Corp., Бетпейдж, Лонг-Айленд;
- Система охлаждения компонентов ракеты в полёте — United Aircraft Corp., Hamilton Standard Division, Виндзор-Локс, Коннектикут;
- Газовый аккумулятор давления — OEA, Inc., Денвер, Колорадо;
- Материал корпуса ракеты — Timex Corp., Питсбург, Пенсильвания;
- Устройство снаряжения боевой части — Unidynamics Phoenix, Inc., Финикс, Аризона;
- Средства преодоления противоракетной обороны — Massachusetts Institute of Technology, Lincoln Laboratory, Лексингтон, Массачусетс;
- Система наведения и бортовой управляющий компьютер — Charles Stark Draper Labs, Inc., Кембридж, Массачусетс (разработка, техподдержка); Rockwell International Corp., Autonetics Division, Анахайм, Калифорния;
- Усовершенствованная сферическая инерциально-навигационная система — Northrop Corp., Фуллертон, Калифорния;
- Инерциальный измерительный блок — Northrop Corp., Хоторн, Калифорния;
- Гироскоп — Northrop Corp., Норвуд, Массачусетс;
- Основное запоминающее устройство, акселерометры — Honeywell, Inc., Сент-Питерсберг, Флорида;
- I-я ступень — Thiokol Corp., Бригам-Сити, Юта;
- II-я ступень — Aerojet Solid Propulsion Co., Сакраменто, Калифорния;
- III-я ступень — Hercules, Inc., Магна, Юта;
- IV-я ступень — Rockwell International Corp., Rocketdyne Division, Канога-Парк, Калифорния; Textron, Inc., Bell Aerospace Division, Буффало, Нью-Йорк;
- Сопловой блок — United Technologies Corp., Chemical Systems Division, Сан-Диего, Калифорния;
- Интеграция ступеней — Rockwell International Corp., Талса, Оклахома;
- Комплексное материально-техническое обеспечение — Ultrasystems, Inc., Ирвайн, Калифорния;

Базирование
- Техническое и эксплуатационное оборудование пунктов базирования — Boeing Aerospace Co., Сиэтл, Вашингтон;
- Альтернативные варианты сухопутного базирования, герметичный контейнер («канистра») — Westinghouse Electric Corp., Саннивейл, Калифорния;
- Аппаратура управления и связи — GTE Sylvania, Inc., Уолтем, Массачусетс; Арлингтон, Виргиния; Computer Sciences Corp., Applied Technology Division, Фолс-Черч, Виргиния; Hayes International Corp., Бирмингем, Алабама; Norden Systems, Inc., Норуолк, Коннектикут;
- Автоматическая контрольно-проверочная аппаратура — Honeywell, Inc., Avionics Division, Сент-Луис-Парк, Миннесота;
- Программное обеспечение — TRW, Inc., Software and Information Systems Division, Редондо-Бич, Калифорния;
- Анализ программного обеспечения — Logicon, Inc., Торренс, Калифорния;
- Система энергоснабжения — Honeywell, Inc., Хоршем, Пенсильвания;
- Инженерно-геологические исследования, проектирование сети подземных сооружений и коммуникаций — Ralph M. Parsons Co., Лос-Анджелес, Калифорния; Fugro National, Inc., Лонг-Бич, Калифорния;
- Исследования окружающей среды — Hennington, Durham & Richardson, Inc.[англ.], Атланта, Джорджия;
- Геодезические и геофизические исследования — Geodynamics Corp., Санта-Барбара, Калифорния;
- Моделирование воздействия поражающих факторов ядерного взрыва — Systems, Science and Software, Inc., Ла-Холья, Калифорния; Karagozian & Case Structural Engineers, Лос-Анджелес, Калифорния; Weidlinger Associates, Inc.[англ.], Менло-Парк, Калифорния;
- Анализ устойчивости электроники к последствиям ядерного взрыва — Question, Inc., Сан-Диего, Калифорния.

## Конструкция
МБР «MX» представляет собой трёхступенчатую твердотопливную ракету с последовательным соединением выполненных в одном диаметре ступеней, оснащенная РГЧ ИН. Внешняя поверхность корпуса ракеты имеет специальное покрытие, предназначенное для защиты её от пылегрунтовых образований, вызванных ядерным взрывом. Основу покрытия составляет этилен-пропиленовый каучук (англ. Ethylene propylene diene monomer). Таким образом, ракета была предназначена для старта и в условиях воздействия противником на стартовую позицию.

### Первая ступень
Первая ступень ракеты конструктивно состоит из маршевого двигателя SR118 фирмы Thiokol и хвостового отсека. Масса полностью снаряжённой ступени — 48,8 т.
Маршевый РДТТ — коконной схемы с центральным частично утопленным в камеру сгорания поворотным управляющим соплом. Корпус РДТТ изготовлен из композиционного материала на основе кевлара. Тяга двигателя примерно 2260 кН. Продолжительность работы составляет 55 секунд.
РДТТ первой ступени использует топливо на основе алюминия, перхлората аммония и связующего НТРВ с повышенным по сравнению с ракетами Минитмен содержанием порошкообразного алюминия. Масса топливного заряда 44,6 т.
Управление полётом ракеты на участке работы первой ступени осуществляется по тангажу и рысканью с помощью качания поворотного управляющего сопла, применение которого было опробовано на БРПЛ «Трайдент-1». Сопло устанавливается в эластичном опорном шарнире типа «Флексил». Для его отклонения (-6…+6°) используется специальный автономный пневмогидравлический привод, в состав которого входят пороховой аккумулятор давления, турбонасосный агрегат и два гидравлических привода управления по тангажу и рысканью.

### Вторая ступень
Вторая ступень «MX» включает маршевый РДТТ фирмы Aerojet Strategic Propulsion и соединительный отсек между первой и второй ступенями.
РДТТ второй ступени коконной конструкции с центральным, частично утопленным в камеру сгорания поворотным управляющим соплом. Корпус двигателя, как и на первой ступени, изготовлен намоткой из композиционного материала на основе кевлара. Отличительной особенностью двигателя является наличие выдвижного конического соплового насадка, позволяющего значительно увеличить степень расширения сопла и соответственно тягу двигателя. Для его выдвижения используется специальный пневматический привод, содержащий четыре пневмотолкателя. Тяга РДТТ составляет величину примерно 1360 кН. Продолжительность работы двигателя 55 с.
В РДТТ второй ступени используется топливо, состоящее из перхлората аммония и связующего его НТРВ с присадкой алюминия. Масса топливного заряда 24,6 т.
Управление полётом на участке работы второй ступени по тангажу и рысканью осуществляется аналогично первой ступени за счёт качания поворотного управляющего сопла (-6° — +6°). Для отклонения сопла используется специальный пневмогидравлический привод, по своей конструкции не отличающийся от аналога на первой ступени.
Соединительный отсек между первой и второй ступенями изготавливается из алюминиевого сплава. Внутри отсека на сопловом блоке ДУ первой ступени смонтированы два автономных диаметрально расположенных блока для управления полётом ракеты по крену на участке работы второй ступени. В составе каждого блока имеются ПАД и управляющие сопла. В процессе разделения ступеней соединительный отсек сбрасывается.

### Третья ступень
Третья ступень включает в себя маршевый РДТТ и соединительный отсек.
Масса полностью снаряженной ступени — 7,6 т. РДТТ фирмы Hercules изготовлен из кевларэпоксидного композиционного материала методом намотки и имеет центральное частично утопленное в камеру сгорания поворотное управляющее сопло с коническим выдвинутым насадком.
Тяга РДТТ составляет 360 кН. Продолжительность работы двигателя 60 с.
В качестве топлива использованы перхлорат аммония, связующее NEPE (англ. Nitrate Ester Plasticized PolyEther — полиэфир, пластифицированный эфиром азотной кислоты) с присадкой алюминия и, в отличие от топлив предыдущих ступеней ракеты, добавлением октогена. Масса топливного заряда 7,1 т.
Управление полётом ракеты на участке работы третьей ступени по тангажу и рысканью осуществляется за счёт отклонения (-3…+3°) поворотного управляющего сопла. Специальных органов управления по крену нет, для этого используется двигательная установка головной части.

### Головная часть
Головная часть (ГЧ) ракеты «MX» имеет индекс Мк-21. Она несёт десять боевых блоков (ББ) и состоит из ступени разведения и платформы с ББ и средствами преодоления ПРО, прикрытых аэродинамическим обтекателем.
Комплекс средств преодоления противоракетной обороны состоит из 10 тяжёлых ложных и около сотни лёгких ложных целей. Для искажения характеристик головной части были использованы дипольные отражатели и генератор активных помех.
Ступень разведения, в свою очередь включает в свой состав ДУ и систему управления ракеты. ДУ ступени разведения включает основной ЖРД и восемь ЖРД ориентации. Все двигатели работают на монометилгидразине и четырёхокиси азота. Система подачи компонентов топлива в камеры сгорания вытеснительная (сжатым гелием) через диафрагмы в топливных баках. Основной двигатель установлен на кардановом подвесе и может отклоняться на 15° в двух взаимно перпендикулярных плоскостях. ЖРД ориентации неподвижны, изготовлены из бериллия. Два из них обеспечивают управление по тангажу, два — по рысканью, остальные — по крену. Общий запас топлива на ступени разведения около 0,75 т, тяга основного двигателя 1,35 кН.
Первоначально предполагалось, что на ракете «MX» будут устанавливаться ББ W78 из состава ГЧ Мк-12А, применяемые на Минитмен-3. Ракета могла бы нести 12 таких ББ, однако было решено, что ракета будет комплектоваться десятью тяжёлыми ББ ABRV массой по 210 кг, с зарядом мощностью 0,6 Мт. ББ установлены в один ярус на платформе, имеющий вид колеса с девятью «спицами» (элементами жёсткости), отходящими от «ступицы». Каждый ББ ABRV имеет длину 1,75 м, диаметр основания 0,554 м, угол полураствора конуса 8,2°. Гарантийный срок хранения такого ББ 20 лет.
Все ББ ABRV оснащены двухсопловым двигателем закрутки, обеспечивающим стабильный полёт на пассивном участке траектории, а следовательно, и повышение точности стрельбы. ДУ головной части обеспечивает разведение боевых блоков в пределах площади 800×400 км.
Головная часть ракеты закрыта обтекателем, который сбрасывается на высоте около 100 км, на участке работы третьей ступени. Обтекатель ГЧ изготавливается из титанового сплава, а его баллистический наконечник — из сплава инконель (для повышения теплозащитных свойств). Большой диаметр ракеты, значительная длина и количество ББ обусловили необходимость придания обтекателю тройной конусности для максимального уменьшения его длины и массы. Для сбрасывания обтекателя используется твердотопливный двигатель, размещённый в его носовой части. Два сопла двигателя скошены под углом 2° к его продольной оси, благодаря чему обтекатель уводится вперёд и с траектории полёта ракеты. Этим обеспечивается надёжность отделения. Тяга двигателя составляет 25 кН.
- Вход в атмосферу боеголовок ракеты «Пискипер» в районе атолла Кваджалейн
- Видны светящиеся следы ионизированного воздуха

## Система управления
Повышение точности ракеты «MX», по сравнению с ракетой Минитмен-3, достигнуто в основном совершенствованием системы управления (СУ).
Система управления автономная, инерциальная. Режим работы постоянный, за счёт этого обеспечивается 30-секундная боеготовность комплекса.
Аппаратура СУ размещена в герметичном приборном отсеке боевой ступени. Основная часть аппаратуры расположена в съёмном контейнере, который может быть извлечён из приборного отсека без отсоединения ГЧ. Это существенно упрощает и сокращает продолжительность замены неисправных приборов системы управления, а следовательно, повышает боеготовность комплекса. Общая масса приборного контейнера составляет 195 кг, масса аппаратуры системы управления, расположенной в приборном отсеке вне контейнера, равна 85 кг.
Основными элементами системы управления являются инерциальный блок AIRS и блок электронной аппаратуры MECA.

### Инерциальный блок AIRS
Комплекс командных приборов (ККП) представляет собой сферическую гиростабилизированную платформу типа AIRS. Такие платформы отрабатывались в США в 1960—1970-х годах для ракеты Минитмен-3, но не были использованы на ней. Гироплатформа (масса 17 кг, диаметр 0,27 м) находится в подвешенном состоянии внутри сферического корпуса в маловязкой углеводородной жидкости. Специальным турбонасосом реализуется режим движения жидкости, при котором обеспечивается динамический подвес платформы и отвод от неё выделяющегося тепла. На платформе установлены три стабилизирующих гироблока, построенные на базе двухступенчатых интегрирующих гироскопов с газодинамической опорой ротора и поплавковым подвесом гироузла с системой магнитного центрирования и три гироскопических интегратора (измерения линейной скорости) с поплавковым подвесом маятникового гироузла и газодинамическим подвесом ротора.
Для платформы AIRS нет необходимости в физической выставке в плоскости горизонта и по азимуту. Она совершает непрерывные вращения вокруг своих осей. В процессе этих движений каждые 12 часов производятся циклы калибровок точностных параметров ККП. Пуск ракеты может совершаться при любом положении сферы. Конструкция AIRS эффективно предохраняет гироплатформу от ударных и вибрационных нагрузок и обеспечивает для ККП изотермические условия работы. Гироскопы и акселерометры отличаются повышенной стабильностью характеристик.

### Блок электронной аппаратуры MECA
Основной частью блока MECA является БЦВМ. Блок МЕСА обеспечивает выполнение ряда функций: контроль состояния ракеты, обеспечение предстартовых операций, ввод информации о целях, проведение вычислений в полёте, выдачу команд во все элементы ракеты и боевой ступени и другое. По своим характеристикам БЦВМ блока МЕСА значительно превосходит БЦВМ системы управления ракеты Минитмен-3. Значительно (на один-два порядка) повышена стойкость элементной базы БЦВМ к действию ПФЯВ.
Одним из основных факторов, обеспечивающих снижение инструментальных погрешностей системы управления ракеты «МХ», является повышение объёма и качества калибровки, управление которой осуществляется БЦВМ.

## Пуск МБР «MX»
Ракета «MX» рассчитана на «холодный запуск» из пускового контейнера под давлением газов ПАД. Включение РДТТ первой ступени производится, когда ракета находится на высоте 20—30 м.

### Пусковой контейнер
МБР «МХ» явилась первой американской ракетой наземного базирования, в процессе боевого дежурства использующей пусковой контейнер. Все предыдущие МБР его не имели. Пусковой контейнер изготовлен из композиционного материала на основе графитового волокна. Его масса 10 т, длина 24,4 м, диаметр 2,44 м. В нижней его части смонтирован пороховой аккумулятор давления (ПАД), обеспечивающий выход ракеты из контейнера при старте. В целях уменьшения длины контейнера ПАД конструктивно выполнен и размещается таким образом, чтобы частично входить в сопло РДТТ первой ступени ракеты.

### Пороховой аккумулятор давления
Конструкция порохового аккумулятора давления такова, что образующиеся в процессе горения твердотопливного заряда газы смешиваются с водой, ёмкость для которой входит в состав ПАДа. Полученная смесь газа, воды и пара обеспечивает энергию, необходимую для выбрасывания ракеты на заданную высоту, и имеет сравнительно низкую температуру, исключающую возможность повреждения ракеты или самопроизвольного воспламенения топливного заряда первой ступени при старте ракеты.
Корпус ПАДа изготовлен из стали. Общая его масса, включая воду, 3,2 тонны (масса твердотопливного заряда около 160 кг).
Пороховой аккумулятор давления обеспечивает выброс ракеты из контейнера за 1,2 с.

## Варианты базирования МБР «МХ»
Ввод ракеты «МХ» в группировку МБР США способствовал заметному повышению её боевых возможностей в первом ударе. Однако при разработке программы «МХ» предполагалось, что появление новой ракеты позволит увеличить и живучесть группировки, то есть эффективность её в ответных действиях. С этой целью предполагалось реализовать такой вид базирования ракеты, при котором она была бы малоуязвима для ядерных средств противника. Было исследовано свыше тридцати вариантов базирования, среди которых принципиально можно выделить три группы: подвижно-защищённые, мобильные и заглублённые (подземные).

### Подвижно-защищённое базирование
Подвижно-защищённые варианты предполагают перемещение ракеты в системе закрытых укрытий вертикального (горизонтального) типа или в тоннелях (крытых траншеях). Основная особенность этой концепции заключается в возможности обеспечения живучести как за счёт создания неопределенности для противника местоположения ракеты путём её периодического перемещения и маскировочных мероприятий, так и за счёт защищённости ракеты в укрытии.
Очевидно, затраты на реализацию такой концепции весьма велики и, кроме того, любой из известных подвижно-защищённых вариантов требует отчуждения значительных территорий.

### Уплотнённое базирование
Некоторое время для размещения ракет MX рассматривалась идея т. н. «уплотнённого» базирования. Предполагалось, что несколько особо прочных шахт МБР должны быть собраны в плотный кластер на минимально достаточных дистанциях друг от друга — таким образом, чтобы одиночное попадание даже тяжёлой БЧ не могло бы разрушить более одной шахты. Поражение такого кластера для неприятеля представляло бы значительную проблему; из-за плотного размещения шахт, первая поразившая цель боеголовка уничтожила бы своим взрывом все остальные боеголовки, направленные на другие шахты кластера, и создала бы плотный экран пыли и обломков, который выводил бы из строя последующие подлетающие боеголовки.
Логическая схема концепции выглядела так:
- Чтобы поразить подобный кластер, неприятель направит против него ракету с разделяющимися головными частями
- Из-за близкого расположения шахт в кластере, все боеголовки одной ракеты прибудут к цели почти одновременно, с разницей по времени в секунды
- Первая боеголовка, взорвавшись, уничтожит взрывом одну шахту — и уничтожит все остальные боеголовки, направленные против других шахт
- Взрыв также создаст плотное пылевое облако над кластером, которое будет разрушать входящие в него боеголовки. Сами стартующие МБР должны быть оснащены специальными экранами, способными обеспечить старт сквозь пылевое облако.

Эта концепция была раскритикована по ряду причин, главной из которых было то, что она целиком держалась на предположениях о мощности боеголовок, которые применит неприятель. Дистанция между шахтами должна была быть выбрана так, чтобы, с одной стороны — поражение одной шахты не привело бы к разрушению соседней, но с другой стороны — шахты не должны были выходить за пределы «защищающего эффекта» неприятельского взрыва. В случае, если бы неприятель установил на свои ракеты более мощные боевые части, он мог бы накрыть весь кластер одним ударом — например, если бы шахты были рассредоточены так, чтобы противостоять эффекту 5-мегатонных боевых частей, а неприятель применил бы 20-мегатонную с большим радиусом поражения. Проект не был реализован.

### Заглублённое базирование
Различные варианты концепции заглублённого (подземного) базирования предполагают размещение ПУ с ракетой на глубине в десятки, сотни и даже тысячи метров. Главное достоинство этих вариантов заключается в возможности обеспечения выживаемости ракеты при прямом попадании одного или нескольких ББ. Глубина заложения пусковой установки определяется мощностью боезарядов угрожающих боевых блоков, их количеством, условиями размещения ПУ и требуемым уровнем живучести ракеты. Предполагалось, что сверхзащищённые укрытия для ракет MX должны будут выдерживать сверхдавление до 25000 psi (фунтов на квадратный дюйм), то есть эквивалент поверхностного мегатонного взрыва в 200 метрах от укрытия.
При этом подземное базирование неминуемо влечёт за собой ряд проблем, основными из которых являются:
- обеспечение выживаемости системы боевого управления;
- обеспечение длительного (по расчётам до одного года) режима автономности;
- обеспечение доставки ракеты на поверхность перед пуском.

В конечном итоге идея заглублённого сверхзащищённого базирования для ракет MX была отброшена по прагматическим соображениям. Было признано, что подобные укрытия будут стоить чрезвычайно дорого (следовательно, не могут быть развёрнуты в больших количествах), скрыть их расположение от противника будет невозможно, и они не смогут обеспечить подлинно эффективную защиту ракет от перспективных средств поражения. Военным США было известно о наличии у СССР сверхтяжёлых 20-мегатонных боеголовок, предназначенных для поражения особо защищённых целей; с учётом роста точности баллистических ракет, даже заглублённое укрытие могло быть выведено из строя детонацией 20-мегатонного заряда в 100—200 метрах от него.
В качестве развития этой идеи, предлагалась концепция размещения ракет в толще гор, в тупиковых штольнях. Транспортно-пусковой контейнер с ракетой при этом буксировался за машиной, представлявшей собой автоматический горнопроходческий щит. Предполагалось, что подобный «подземный поезд» будет заведен в предварительно прорубленную штольню, после чего вход в неё будет залит бетоном. Получив по кабелю приказ на запуск, автоматический горнопроходческий щит должен был прорубить в скале выход из штольни и вытащить ТПК с ракетой на поверхность. Проект был сочтён чрезмерно сложным, неприемлемо медлительным — на прокладку выхода потребовалось бы много времени — и отвергнут на стадии концептуализации.

### Мобильное базирование
Даже в США не получилось создать подходящей машины для того чтобы её использовать в качестве ракетовоза.

#### Железнодорожное базирование
Среди возможных вариантов мобильного базирования основное внимание уделялось железнодорожному. Он предусматривал размещение ракет на железнодорожном подвижном составе. Каждый состав должен был включать в себя два локомотива и не менее шести вагонов, два из которых — с ракетами (Peacekeeper Rail Garrison). Число вагонов в составе легко варьировать, что должно затруднить противнику их распознание. Этой же цели служит и использование вагонов, похожих на стандартные (как у эксплуатируемых железнодорожными компаниями). Составы с МБР «МХ» должны были базироваться в специальных зонах (так называемых «рельсовых гарнизонах») на нескольких базах ВВС США. В каждой зоне находятся от 4 до 6 укрытий с ракетами, комплекс обслуживания и помещения для охраны.
В процессе дежурства составы с ракетами периодически перемещаются. Номинальная скорость движения — около 50 км/ч. Пуск может быть осуществлён практически с любой точки маршрута патрулирования. Перед пуском вагон с ракетой устанавливается на опоры и после открытия крыши вагона контейнер с ракетой устанавливается в вертикальное положение. В случае получения приказа на пуск в укрытии пуск может проводиться непосредственно из укрытия с предварительным открытием или взламыванием крыши.
Общая протяжённость железнодорожных дорог США — около 230 тысяч километров. Рассредоточение на путях протяжённостью 120 тыс. км, по расчётам американских специалистов, обеспечивает для ракет «МХ» железнодорожного базирования, в случае развёртывания 25 поездов, вероятность непоражения 0,9 при использовании противником для нападения на эти ракеты 150 МБР Р-36М.
Однако, при таком базировании ракетные комплексы уязвимы для диверсионных групп противника и террористов.
Тем не менее, в итоге именно концепция железнодорожного базирования была выбрана в качестве основополагающей для развёртывания дополнительных MX. Работы по созданию ракетоносного поезда, способного нести две ракеты MX, были начаты в 1986 году по инициативе Рональда Рейгана; предполагалось развернуть на поездах до 50 дополнительных MX. К 1990 году были готовы два прототипных состава, однако, завершение Холодной войны в 1991 году привело к отказу от работ по этой программе.

#### Иные решения
Помимо железнодорожного базирования, в концептуальной форме рассматривались и иные возможные решения для обеспечения мобильности ракет. Так, фирма «Bell Aerospace» в инициативном порядке рассматривала идею базирования ракет MX на огромных вездеходах на воздушной подушке, перемещающихся по равнинной местности. Каждый подобный транспорт должен был нести одну ракету MX и средства её защиты от возможного воздушного или ракетного нападения; с учётом его высокой скорости, ракетный арсенал мог быть эффективно рассредоточен и представлял бы крайне сложную цель для поражения. Проект не был реализован.
Альтернативные предложения включали базирование ракет MX на борту тяжёлых транспортных самолётов, часть из которых находилась бы на постоянном патрулировании. Опыты, проведенные с более лёгкими МБР «Минитмен», показали принципиальную возможность запуска полноразмерной МБР с борта самолёта путём «вытаскивания» её тормозным парашютом из транспортного люка и последующего зажигания двигателей в воздухе. Однако, подобное решение было очень дорогим, так как требовало постоянного посменного дежурства значительного числа самолётов. В качестве решения проблемы предлагались идеи самолётов-носителей, рассредоточенных по гражданским и запасным аэродромам и поднимающихся в воздух по тревоге.
Третья концепция предполагала развёртывание MX на борту специальных малых подлодок, созданных для оперирования в территориальных и внутренних водах США. Ракеты — 2-4 единицы на каждой лодке — должны были храниться горизонтально в навесных контейнерах. Предполагалось, что подобное базирование будет незаметным для противника и эффективно защищённым; однако, против него были высказаны серьёзные возражения со стороны ВМС, считавших, что малые ракетоносные подлодки с ракетами MX будут только дублировать большие ракетоносцы с ракетами «Трайдент» и отвлекать ресурсы кораблестроения. Проект не был реализован.
Также кратко рассматривалась возможность базирования MX на модифицированных транспортных кораблях, рассредоточенных в мировом океане.

### Шахтное базирование
Ни один из рассмотренных вариантов не был принят. В 1986 году, когда ракета принималась на вооружение, было решено устанавливать её в ШПУ, освобождаемые от ракет «Минитмен-3», и продолжить поиск новых вариантов базирования для МБР «МХ». Всего было поставлено на дежурство 50 таких ракет. Таким образом, проблема повышения живучести группировки вводом новой ракеты решена не была.

## Тактико-технические характеристики
Общие характеристики:
- Максимальная дальность стрельбы: 9600 км
- Круговое вероятное отклонение: 90 м
- Диаметр ракеты: 2,34 м
- Длина ракеты в сборе: 21,61 м
- Масса снаряженной ракеты: 88,443 т
- Масса неснаряженной ракеты: 10,885 т
- Длина пускового контейнера: 20,79 м
- Диаметр пускового контейнера, внутренний: 2,5 м
- Число боевых блоков: 10 штук
- Мощность боевого блока: 300 Кт

Двигатель:
- Топливо: твёрдое (I, II, III ступени), жидкое (ступень разведения)
- I ступень:
  - Длина: 8,534 м
  - Масса:
    - снаряженной ступени: 48,985 т
    - неснаряженной ступени: 3,628 т

  - Тяга РДТТ на уровне моря: 226,8 тс
  - Удельный импульс РДТТ на уровне моря: 282 с
  - Время работы РДТТ: 56,5 с
- II ступень:
  - Длина: 5,486 м
  - Масса:
    - снаряженной ступени: 27,667 т
    - неснаряженной ступени: 3,175 т

  - Тяга РДТТ в вакууме: 124,7 тс
  - Удельный импульс РДТТ в вакууме: 309 с
  - Время работы РДТТ: 60,7 с
- III ступень:
  - Длина: 2,438 м
  - Масса:
    - снаряженной ступени: 7,710 т
    - неснаряженной ступени: 0,635 т

  - Тяга РДТТ в вакууме: 29,5 тс
  - Удельный импульс РДТТ в вакууме: 300 с
  - Время работы РДТТ: 72 с
- Ступень разведения:
  - Длина: 1,22 м
  - Масса:
    - снаряжённой ступени разведения (без КСП ПРО, ББ/БЧ и головного обтекателя): 1,179 т
    - неснаряжённой ступени разведения (без КСП ПРО, ББ/БЧ и головного обтекателя): 0,544 т
    - боевого оснащения (ББ/БЧ): 2,131 т
    - КСП ПРО: 500 кг
      - 10 тяжёлых ложных целей
      - 100 лёгких ложных целей
      - несколько тысяч дипольных отражателей
      - генератор активных помех

  - Количество рулевых двигателей: 8
  - Тяга:
    - маршевого РДТТ в вакууме: 1,16 тс
    - рулевого двигателя в вакууме: 0,032 тс

  - Удельный импульс:
    - маршевого РДТТ в вакууме: 308 с
    - рулевого двигателя в вакууме: 255 с

  - Время работы рулевых двигателей: 168 с

## На дежурстве
Развёртывание ракет MX было начато в 1984 году, на ракетной базе имени Франциска Уоррена в штате Вайоминг. Первоначальный план развёртывания предусматривал 100 ракет, но к этому моменту вопрос «защищённого базирования» все ещё не был разрешен, и Конгресс распорядился развернуть только 50 ракет; остальные 50 должны были быть развёрнуты тогда, когда будут созданы должные методы защищённого базирования (в качестве таковых были выбраны мобильные железнодорожные установки). В конечном итоге, оставшиеся пятьдесят ракет так никогда и не были развёрнуты.
Все 50 ракет MX были развёрнуты с 1984 по 1986 год в составе 90-го стратегического ракетного крыла под юрисдикцией Стратегического Авиационного Командования. Развёртывание их сопровождалось рядом курьёзов; так, из-за задержек с разработкой инерциальной системы наведения AIRS, она не была установлена вплоть до 1986 года! Без систем наведения ракеты могли быть использованы только для запусков против одиночных площадных целей, распределяя боеголовки для эффективного поражения. Стремясь скрыть этот факт от Конгресса, военные тайно организовывали закупки необходимых запчастей и тестового оборудования для системы наведения, в том числе создавая фиктивные гражданские компании для этих целей.
В результате, первые прототипы системы наведения AIRS были доставлены и смонтированы на ракетах MX только в 1986 году. Окончательно все развёрнутые ракеты были оснащены системами наведения только в 1988 году, что не лучшим образом сказалось на репутации нового оружия. На фоне гораздо более успешно идущей разработки БРПЛ «Трайдент-II», обладавшей близкими к MX характеристиками и лучшей точностью наведения, Конгресс преисполнился скептицизма в отношении программы MX; распад СССР и окончание Холодной войны в 1991 году окончательно подорвали поддержку ракеты, и её развёртывание было в итоге ограничено 50 уже стоящими на боевом дежурстве.
В 1993 году, США и Российская Федерация подписали договор СНВ-II, направленный на запрет тяжёлых наземных МБР с разделяющимися головными частями. Причиной было то, что являясь оптимальным оружием первого удара, тяжёлые МБР были весьма уязвимы и плохо подходили для удара ответного, тем самым способствуя эскалации и нарушая стратегический баланс. Согласно договору, предполагалось снять с вооружения ракеты Р-36М (Россия) и MX (США)
Договор был подписан, однако, не был ратифицирован парламентами обеих стран. Парламент России отказался ратифицировать договор, мотивируя это тем, что тяжёлые МБР составляют важную часть российского стратегического арсенала, а средств на замену их эквивалентным количеством лёгких моноблочных МБР у России нет. Ввиду этого, Конгресс США также отказался ратифицировать договор. Ситуация находилась в неопределённом положении до 2003 года, когда, в качестве ответа на выход США из договора по ПРО, Россия объявила о расторжении договора СНВ-II.
Несмотря на расторжение договора СНВ-II, США, тем не менее, решили в одностороннем порядке выполнять его требования и ограничить свой арсенал первого удара. В связи с этим, ракеты MX начали сниматься с вооружения в 2003 году; в 2005 последняя ракета была снята с вооружения и 90-е стратегическое ракетное крыло деактивировано. Боеголовки W87 и W88, снятые с ракет, были использованы для замены старых типов боеголовок на МБР «Минитмен-III»; сами ракеты перестроены в космические ракеты-носители и использованы для запуска спутников.